# Segment circulaire

Un segment circulaire est coloré en vert.

En géométrie, un segment circulaire, ou segment de disque, ou encore onglet circulaire, est une partie d'un disque intuitivement définie comme un domaine qui est « coupé » du reste du disque par une corde (intersection du disque avec une droite sécante). Le segment circulaire constitue donc la partie entre une corde et l'arc correspondant.
Soient (voir figure) :
- {\displaystyle R} le rayon du cercle ;
- {\displaystyle \theta \leqslant \pi } l'angle en radians du secteur circulaire ;
- {\displaystyle s} la longueur de l'arc ;
- {\displaystyle c} la longueur de la corde ;
- {\displaystyle h} la hauteur du segment ;
- {\displaystyle d} la hauteur de la portion triangulaire.

Alors :
- la longueur de l'arc est {\displaystyle s=R\theta } ;
- la longueur de la corde est {\displaystyle c=2R\sin(\theta /2)=2d\tan(\theta /2)=2{\sqrt {R^{2}-d^{2}}}=2{\sqrt {2hR-h^{2}}}}  ;
- la hauteur de la portion triangulaire est {\displaystyle d=R\cos(\theta /2)={\frac {c}{2}}\cot(\theta /2)={\frac {1}{2}}{\sqrt {4R^{2}-c^{2}}}} ;
- la hauteur (ou flèche) est {\displaystyle h=R-d=R\left(1-\cos(\theta /2)\right)} ;
- l'aire est {\displaystyle A={\frac {R^{2}}{2}}\left(\theta -\sin \theta \right)}.